# نشنال گرید
نشنال گرید (به انگلیسی: National Grid) شرکت برق بریتانیایی است، که در زمینه تولید برق، انتقال برق، توزیع برق و توزیع و انتقال گاز طبیعی فعالیت می‌کند.
شرکت نشنال گرید در سال ۱۹۹۰ تأسیس شد. دفتر مرکزی این شرکت در شهر لندن قرار دارد و بخشی از سهام آن در بازار بورس نیویورک و بورس لندن معامله می‌شود. در تاریخ ۲۳ دسامبر ۲۰۱۱ این شرکت، با ارزش بازار ۲۲ میلیارد پوند، در رتبه ۲۲ از بزرگترین شرکت‌های فعال در بورس اوراق بهادار لندن انتخاب شد.